# Centre for Environmental Rights
Centre for Environmental Rights NPC (abgekürzt: CER; deutsch „Zentrum für Umweltrechte“) ist eine südafrikanische, eingetragene gemeinnützige Institution des Privatrechts mit angeschlossener Anwaltskanzlei, die im Oktober 2009 gegründet wurde und ihren Sitz in Kapstadt hat. Ihre volle Arbeitsfähigkeit erlangte sie im April 2010.

## Gründung
Die Gründung erfolgte auf Initiative von 8 zivilgesellschaftlichen Organisationen, deren Aktivitäten sich auf den Gebieten des Umweltschutzes und der Umweltgerechtigkeit erstrecken. Im Zentrum der Gründungsidee steht die Unterstützung von örtlichen Gemeinschaften und anderen zivilgesellschaftlichen Organisationen in Südafrika, um deren Ansprüche auf einen gesunden Lebensraum in der Öffentlichkeit zu verdeutlichen und fallbezogen einzufordern.
Die Gründungsmitglieder des Centre for Environmental Rights sind nach Angaben von CER:
- Biowatch Trust
- BirdLife South Africa
- Conservation South Africa
- Endangered Wildlife Trust (EWT)
- Environmental Monitoring Group Trust (EMG)
- Federation for a Sustainable Environment (FSE)
- groundWork
- Table Mountain Fund
- Wildlife and Environment Society of South Africa (WESSA)
- Wilderness Foundation
- WWF South Africa

## Leitung
Der Vorstand der Organisation besteht aus den Funktionen: repräsentativer Vorsitzender, geschäftsführender Direktor sowie fünf weiteren Vorstandsmitgliedern als Direktoren. Gegenwärtig (2021) ist die Vorsitzende Tracy-Lynn Field, Jura-Professorin an der University of the Witwatersrand School of Law in Johannesburg.

## Ziele
Das CER verfolgt innerhalb seines Tätigkeitsspektrums 6 Schwerpunktthemen: Unterstützung und Fortbildung von Akteuren, Unternehmensverantwortung, Bergbau, Umweltverschmutzung und Klimawandel, Transparenzfragen sowie Wasserpolitik.
CER zählt zu den aktivsten Umweltorganisationen in Südafrika. Es beruft sich auf die Südafrikanische Verfassung von 1996, die in section 24 festlegte, dass jedermann ein Recht auf Leben in einer gesunden und seinem Wohlergehen förderlichen Umwelt besitzt. Dieses Staatsziel wird vom CER auf argumentativen und rechtlichen Wegen in Anspruch genommen und eingefordert. Zu den Grundüberzeugungen des CER zählt die Auffassung, dass es einen direkten Zusammenhang zwischen Umweltschutz und Menschenrechten gibt; in besonderer Weise deswegen, weil die Geschichte Südafrikas von tiefgreifender Ungerechtigkeit geprägt ist.

“Everyone has the right to an environment that is not harmful to their health or well-being; and to have the environment protected, for the benefit of present and future generations, through reasonable legislative and other measures that prevent pollution and ecological degradation; promote conservation; and secure ecologically sustainable development and use of natural resources while promoting justifiable economic and social development.”

„Jeder Mensch hat das Recht auf eine Umwelt, die seine Gesundheit und sein Wohlergehen nicht beeinträchtigt, und darauf, dass die Umwelt zum Wohle heutiger und künftiger Generationen durch angemessene gesetzliche und sonstige Maßnahmen geschützt wird, die Verschmutzung und ökologische Schädigungen verhindern, die Erhaltung der Umwelt fördern und eine ökologisch nachhaltige Entwicklung und Nutzung der natürlichen Ressourcen sicherstellen sowie eine vertretbare wirtschaftliche und soziale Entwicklung fördern.“